# 육진랍
육진랍(陸眞臘)은 인도차이나의 메콩 강 중부 유역에서 번성한 크메르 족의 왕국을 중국에서 이르던 말이다. 8세기 초에 진랍이 분열하여 성립하였다.  진랍은 단일 국가로 성장하다 자야바르만 1세가 죽은 후에 왕위 계승을 둘러싸고 투쟁이 시작되어 결국 707년에 다시 해양의 수(水)진랍과 냐륙의 육(陸)진랍으로 분열되는 정치적 혼란기를 맞게 된다.
캄보디아 북쪽은 육지 진랍이고 , 캄보디아 남쪽과 베트남 사이공은 수진랍이였다. 이때 시암만으로부터 남중국해에 이르는 해상루트를 장악한 인도네시아의 샤일렌드라(Sailendra) 왕조가 수진랍의 왕을 죽이고 종주권을 행사하게 된다. 수진랍의 왕자는 자바에 인질로 있다가 탈출하여 귀국한 후 802년에 앙코르왕조를 여는데 그가 자야바르만 2세이다.

## 같이 보기
- 수진랍